# Fianna

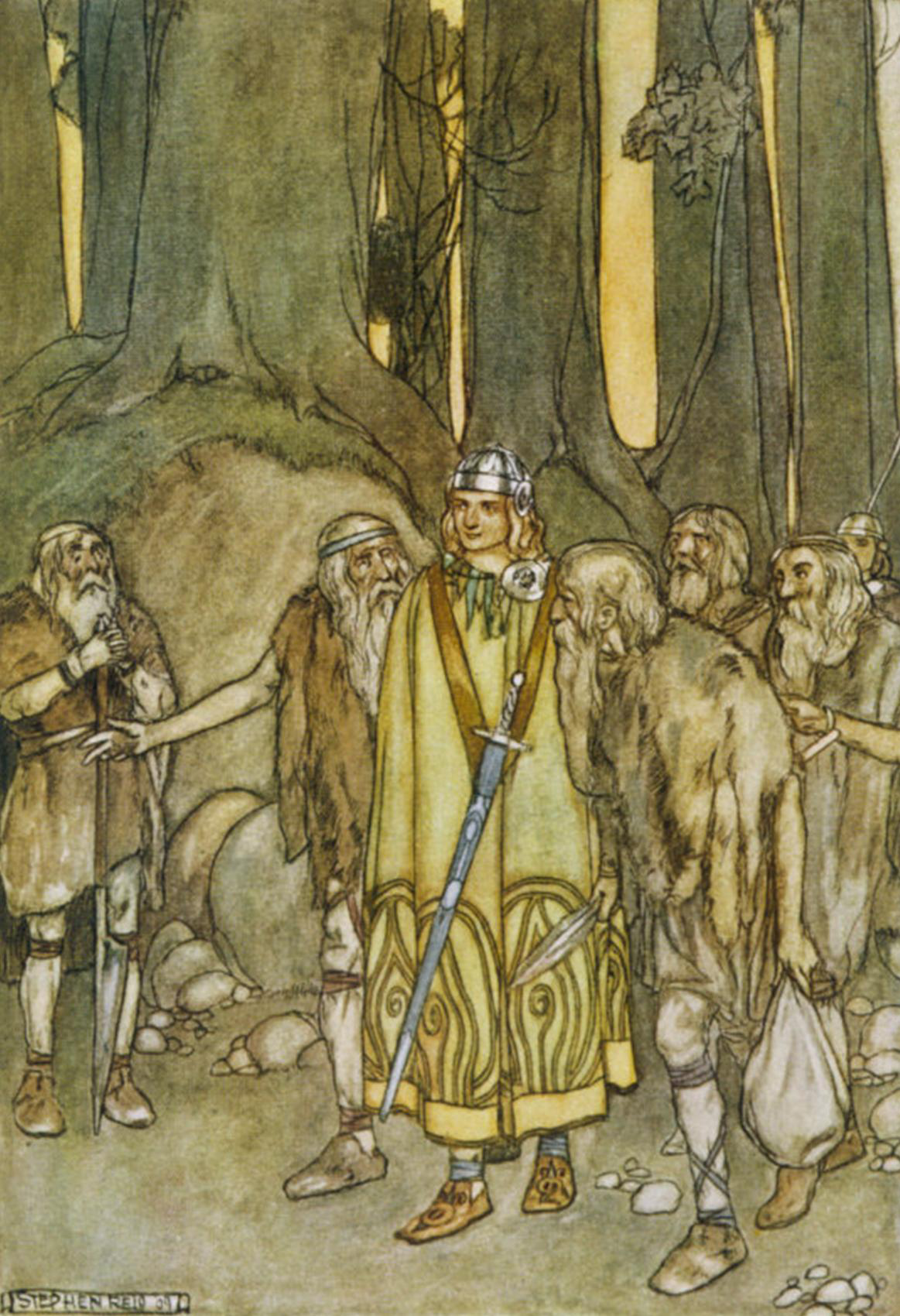
Fionn Mac Cumhaill vindo ajudar a Fianna, ilustrado por Stephen Reid.

Fianna (em singular: fian) eram um grupo de guerreiros semi-independentes parte das mitologias irlandesa e escocesa. Faz parte das histórias do ciclo feniano, onde eles são liderados por Fionn mac Cumhaill.
Eles são baseados em histórias de grupos de jovens homens sem terra na Irlanda medieval. Estes homens eram conhecidos como kerns.